# Rychwałd (województwo śląskie)
Rychwałd – wieś w Polsce położona w obecnym województwie śląskim, w Małopolsce (Żywiecczyzna), w powiecie żywieckim, w gminie Gilowice.
W latach 1975–1998 miejscowość położona była w województwie bielskim.

## Części wsi
Integralne części wsi Rychwałd: Bednarczykowie, Bieńki, Chmielnik, Do Młyna, Grace, Kasteliki, Łosiny, Majdany, Markwatów, Na Kępkach, Nowa Wieś, Olszyny, Piątki, Rędzina, Talikowie, Uwale, Walatki

## Historia
Pierwotnie tereny te były częścią ziemi krakowskiej. Później miejscowość była częścią księstwa oświęcimskiego. Nazwę miejscowości w zlatynizowanej formie Rythwald oraz Rychwald wymienia w latach (1470–1480) Jan Długosz w księdze Liber beneficiorum dioecesis Cracoviensis. Długosz notuje również właściciela miejscowości Piotra Komorowskiego.
W 1564 roku wraz z całym księstwem oświęcimskim i zatorskim tereny te znajdowały się w granicach Korony Królestwa Polskiego w województwie krakowskim w powiecie śląskim, dzięki czemu miejscowość ponownie została zintegrowana z Małopolską. Po unii lubelskiej w 1569 księstwo Oświęcimia i Zatora stało się częścią Rzeczypospolitej Obojga Narodów w granicach, której pozostawało do I rozbioru Polski w 1772. 
Kult Matki Bożej w rychwałdzkim obrazie wzrastał z każdym rokiem. Masowo zaczęto tu pielgrzymować podczas potopu szwedzkiego w latach 1655-1657. 8 marca 1656 roku Szwedzi zajęli Żywiec, ale już następnego dnia zostali stamtąd wygnani.
Rok później na terenach tych wybuchła epidemia ciężkiej, śmiertelnej choroby. 11 czerwca 1658 roku z inicjatywy Katarzyny Grudzińskiej odbyła się pielgrzymka do Rychwałdu, w której wzięło udział ponad dwa tysiące wiernych. Procesyjna pielgrzymka dziękczynna za ocalenie od zniszczeń wojennych i zarazy miała wielki wpływ na rozszerzenie kultu Matki Bożej Rychwałdzkiej.
Po I rozbiorze Rychwałd dostał się pod zabór austriacki, jako część Galicji. W 1784 roku właścicielem miejscowości był szlachcic Jaksa Bykowski. W 1918 roku, po odzyskaniu przez Polskę niepodległości, Rychwałd z całym powiatem został włączony w granice województwa krakowskiego.

## Zabytki
W roku 1756 w Rychwałdzie oddano do użytku nowy kościół murowany z dwiema wieżami.
Stary zaś został przeniesiony do Gilowic, gdzie stoi do dziś pw. św. Andrzeja.
Z materiału z rozebranego gilowickiego kościółka postawiono w Rychwałdzie kaplicę.
Dwór Mileskich wybudowany w 1830 w miejsce starego folwarku, położony na wzgórzu, otoczony zabytkowym parkiem. Obecnie w rękach prywatnych - w zabudowaniach dworu, spichlerza i stajni działa obecnie hotel, restauracja i kawiarnia.

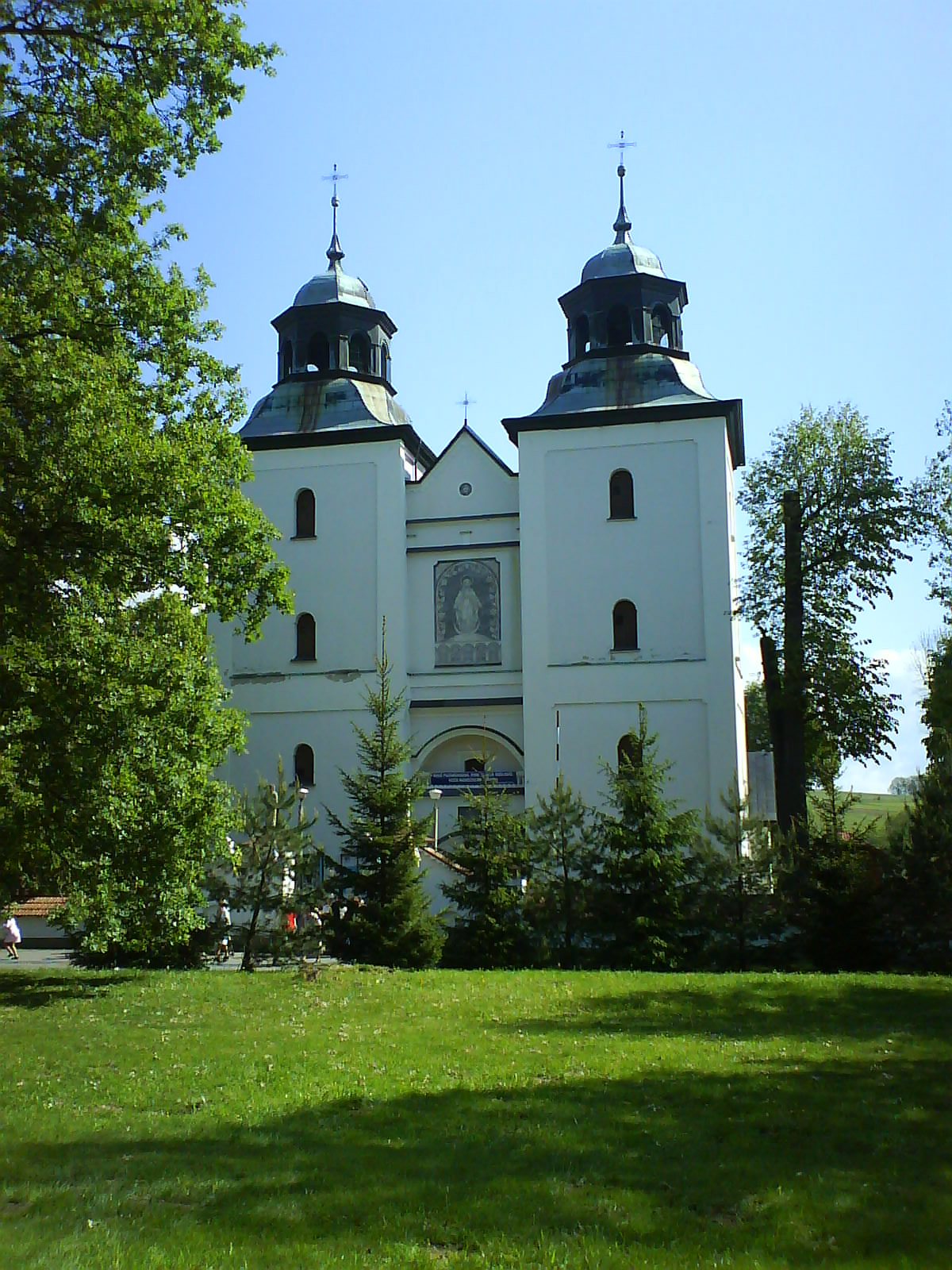
Sanktuarium
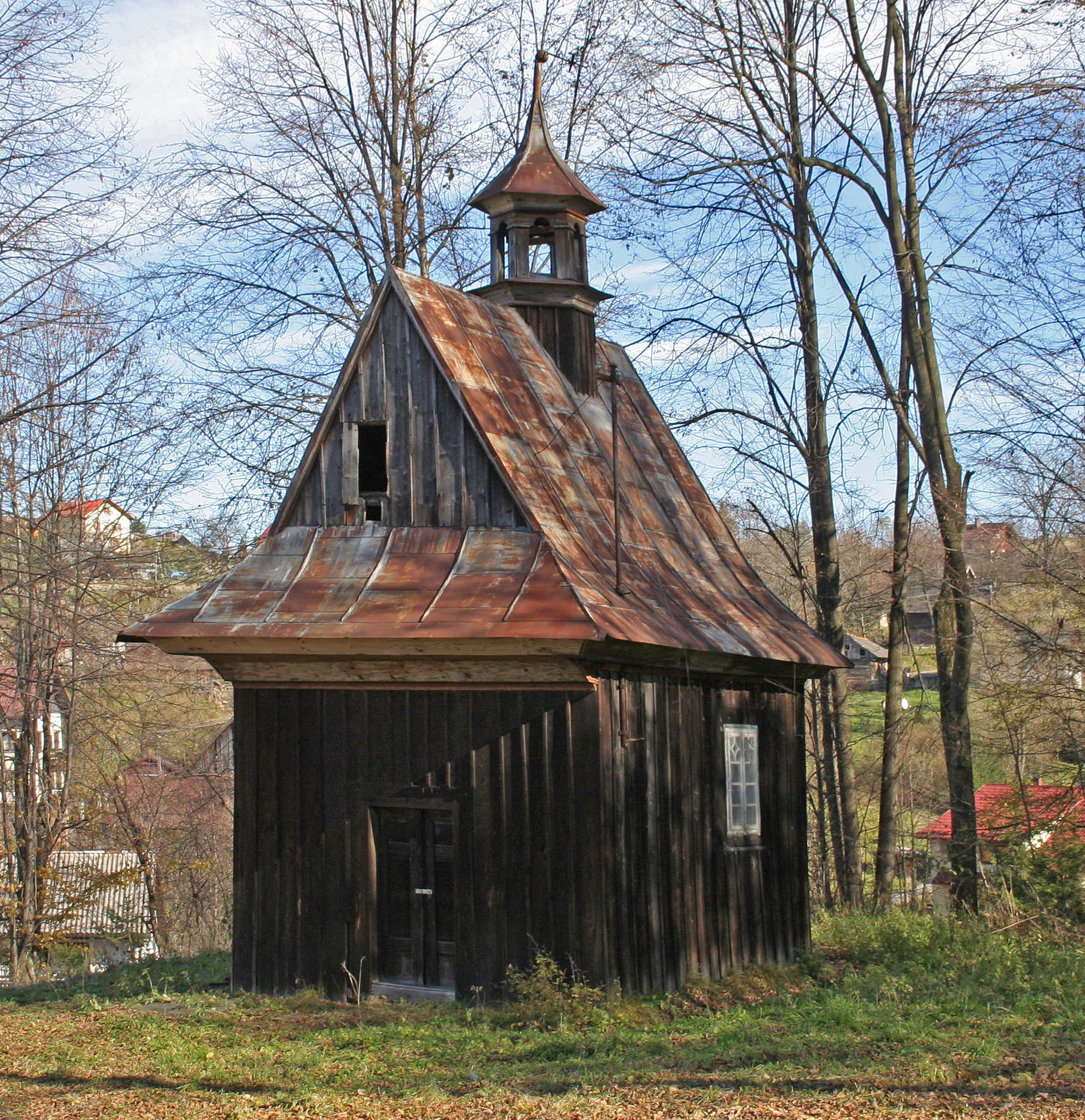
Kaplica
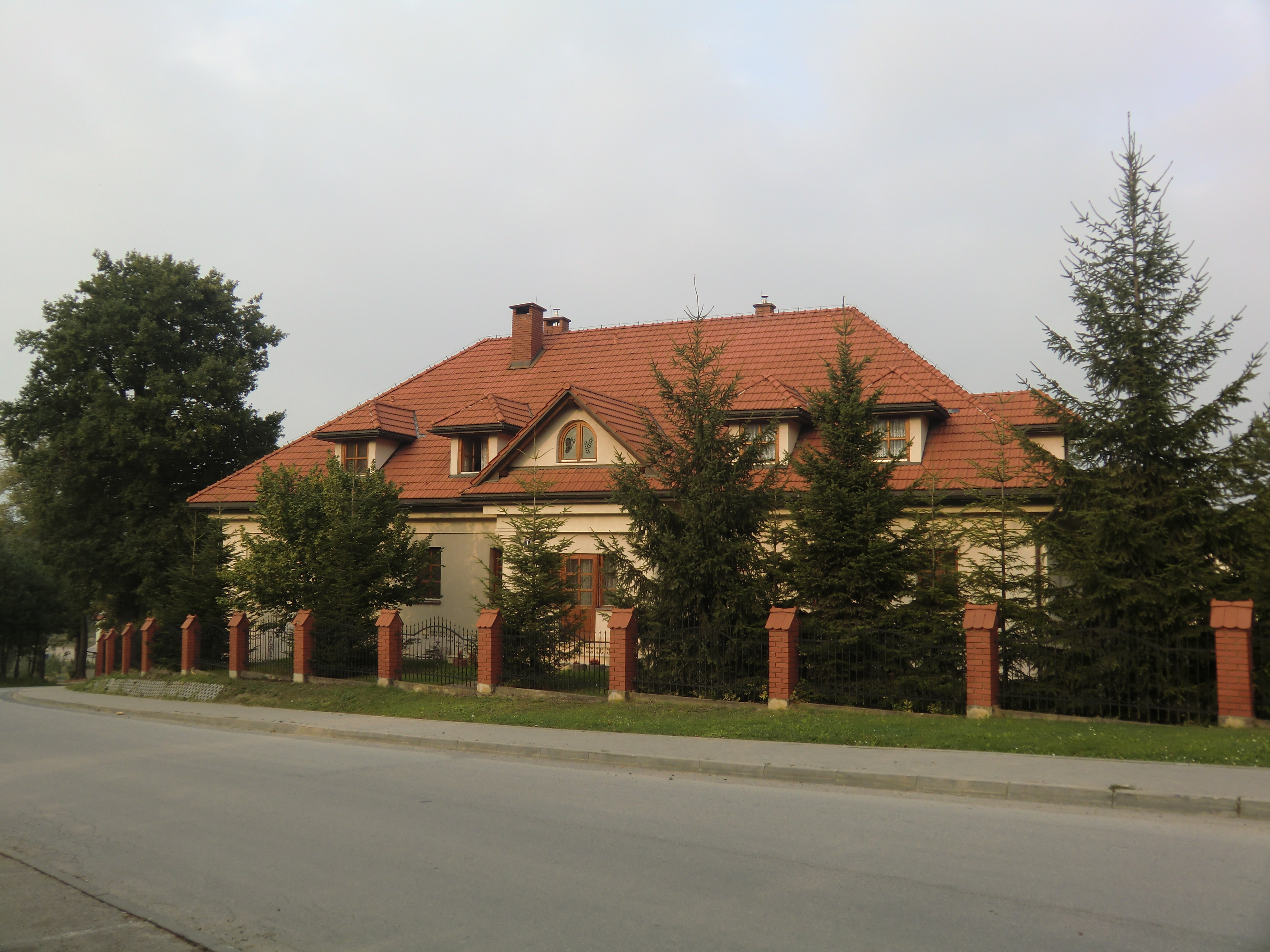
Zabytkowa plebania
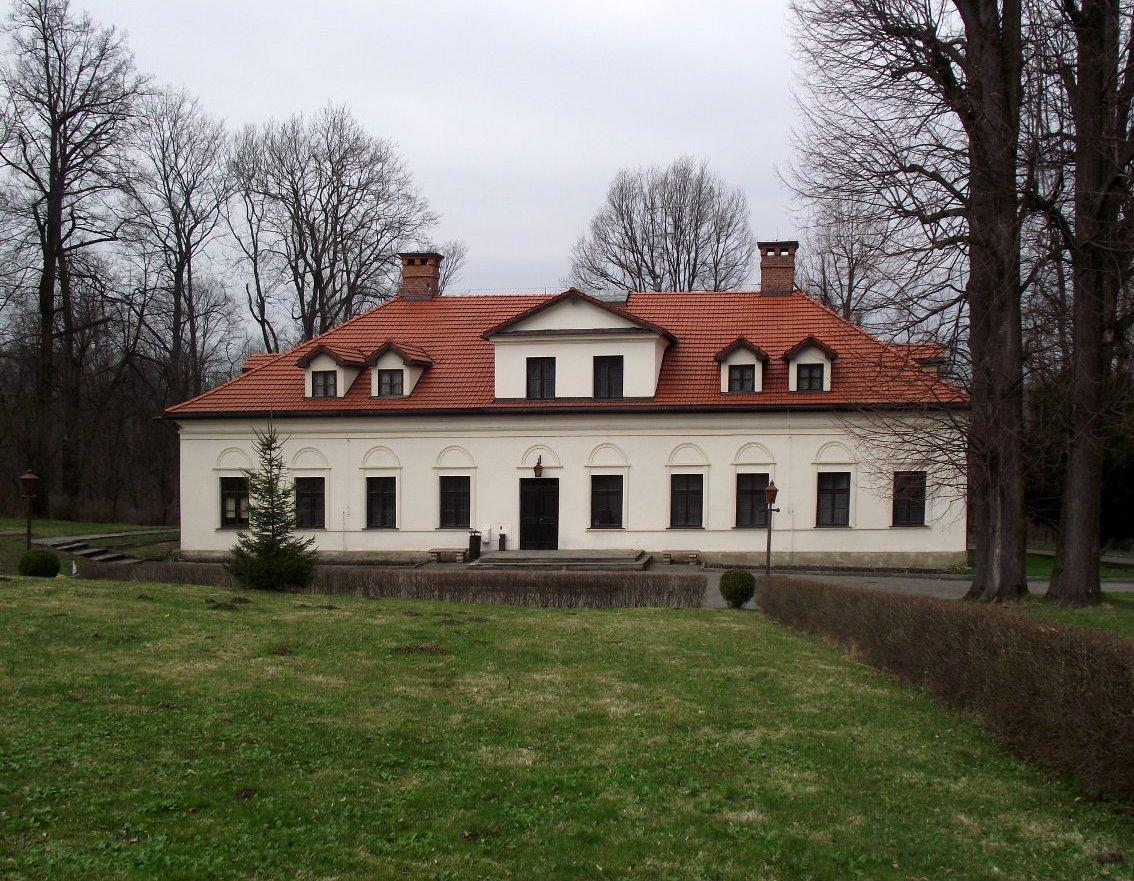
Dwór Mileskich
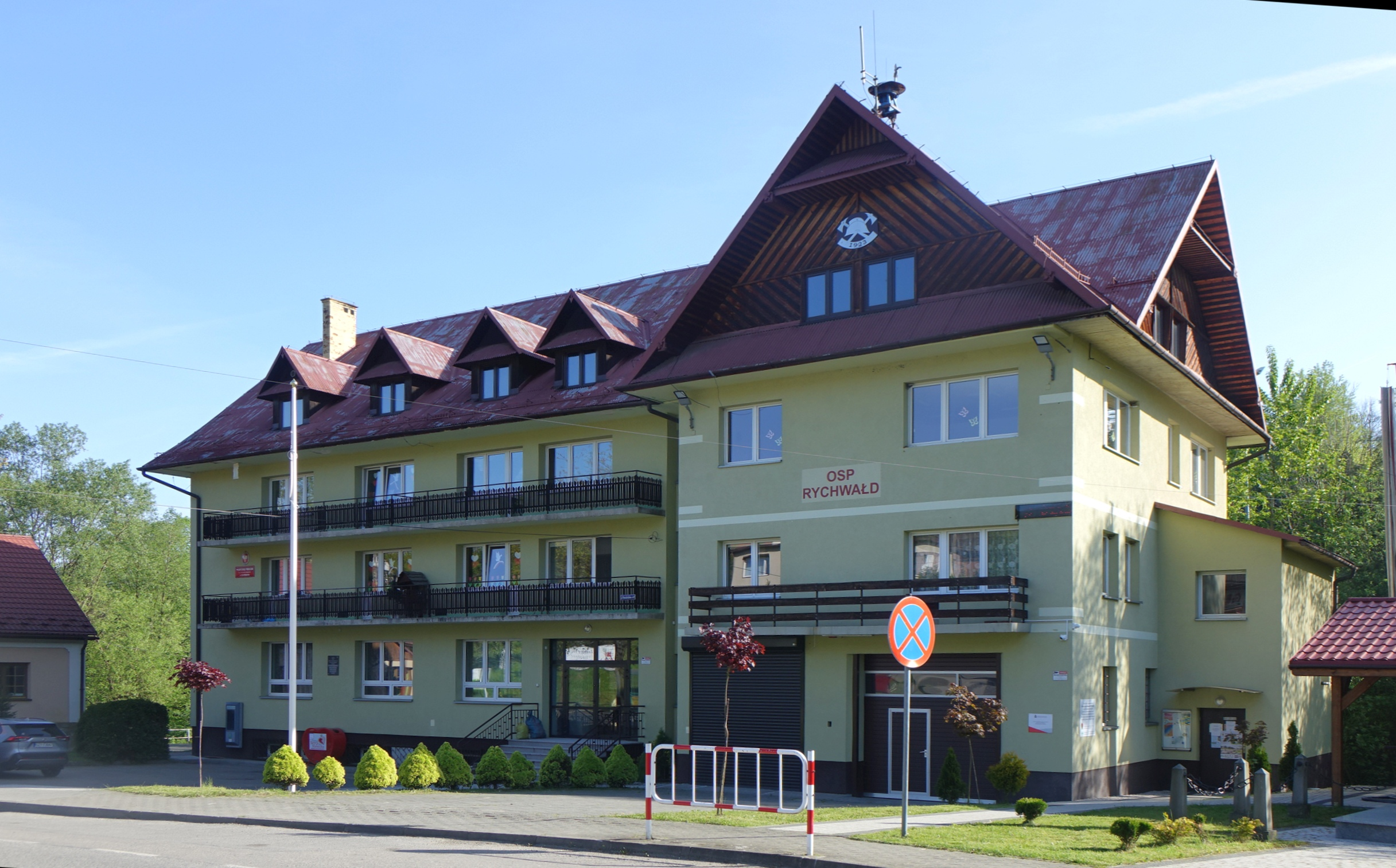
Remiza OSP